# Anopinella shillanana
Anopinella shillanana là một loài bướm đêm thuộc họ Tortricidae. Loài này có ở Ecuador.
Sải cánh dài khoảng 18.5 mm.